# Zlateče pri Šentjurju
Zlateče pri Šentjurju so naselje v Občini Šentjur.